# Álvaro Leonel Ramazzini Imeri
Alvaro Leonel Ramazzini Imeri (né le 16 juillet 1947) est un évêque de l'Église catholique du Guatemala. Il a été le quatrième évêque du diocèse de San Marcos de 1988 à 2012. Le 14 mai 2012, il devient évêque du diocèse de Huehuetenango et il est créé cardinal en 2019.

## Biographie
Alvaro Ramazzini est né à Guatemala City, où il a été ordonné prêtre le 27 juin 1971, pour servir à l'archidiocèse de Guatemala. Il est titulaire d'un doctorat en droit canonique (J.C.D.) à l'Université pontificale grégorienne à Rome. Il a été professeur et recteur du Grand Séminaire du Guatemala et pasteur de l'une des plus grandes paroisses de l'archidiocèse du Guatemala. 
Le 15 décembre 1988, le pape Jean-Paul II nomme le père Ramazzini évêque de San Marcos. Il a été consacré par le pape le 6 janvier 1989. Les principaux co-consécateurs étaient les archevêques Edward Idris Cassidy et José Tomas Sanchez. En tant que prêtre et évêque, Ramazzini a été impliqué dans les questions de justice sociale, en particulier dans le domaine de la protection des droits des peuples autochtones. 
Il a lutté contre les multinationales qui viennent au Guatemala pour ses richesses minérales tout en détruisant la campagne. Mgr Ramazzini a donné aux pauvres et aux marginalisés le courage civil de lutter contre l'injustice qu'ils vivent. Il a reçu de nombreuses menaces de mort en raison de son travail et a reçu des lettres officielles de soutien du Saint-Siège et de la Conférence des évêques catholiques des États-Unis. 
En 2005, Mgr Ramazzini a reçu le prix Konrad Lorenz. La même année, il a témoigné devant le sous-comité des relations internationales de l'hémisphère occidental de la Chambre des représentants des États-Unis. Il a été élu Président de la Conférence épiscopale du Guatemala en 2006. 
En 2011, il a reçu le prix Pacem in Terris pour la paix et la liberté, en l'honneur de son travail de justice sociale. 
Ramazzini a occupé de nombreux postes à la Conférence épiscopale du Guatemala et, en 2013, il a présidé la Commission des communications sociales et la Commission du ministère des prisons. 
Ramazzini a participé à l'Assemblée du CELAM à Aparecida au Brésil en 2007, et avant cela, à l'Assemblée spéciale pour l'Amérique du Synode des évêques en 1997. 
Le 14 mai 2012, Ramazzini a été muté pour être l'évêque de Huehuetenango, au Guatemala, à la suite de l'acceptation par le pape Benoît XVI de la démission offerte par Rodolfo Francisco Bobadilla Mata (es), C.M., après avoir atteint la limite d'âge de 75 ans.
Il est créé cardinal de l'Église romaine le 5 octobre 2019 au titre de San Giovanni Evangelista a Spinaceto. Il participe au conclave de 2025 qui voit l'élection de Léon XIV.